# Palacio del ex Congreso Nacional de Chile
El palacio del ex Congreso Nacional de Chile fue la sede que albergó las dos cámaras del Congreso Nacional desde 1876 hasta 1973. Ubicado en Santiago de Chile, fue declarado Monumento Histórico en 1976.
Desde julio de 2021 hasta julio de 2022 albergó el salón plenario y otras instalaciones de la Convención Constitucional (junto con el Palacio Pereira), y entre junio y noviembre de 2023 el Consejo Constitucional realizó sus sesiones plenarias en él.

## Historia
La construcción del edificio que albergaría al Congreso Nacional se proyectó durante el gobierno de Manuel Montt; el 8 de agosto de 1854 fue aprobada la ley que autorizaba al presidente de la República a destinar los fondos necesarios para construir la sede del Congreso. Los terrenos donde está construido pertenecieron a los jesuitas; está ubicado en la manzana comprendida entre las calles Bandera, Compañía, Catedral y Morandé. El ala poniente fue ocupada por el Senado y el ala oriente por la Cámara de Diputados, mientras que el Salón de Honor, lugar de reunión del Congreso Pleno, se encuentra entre ambos hemiciclos.

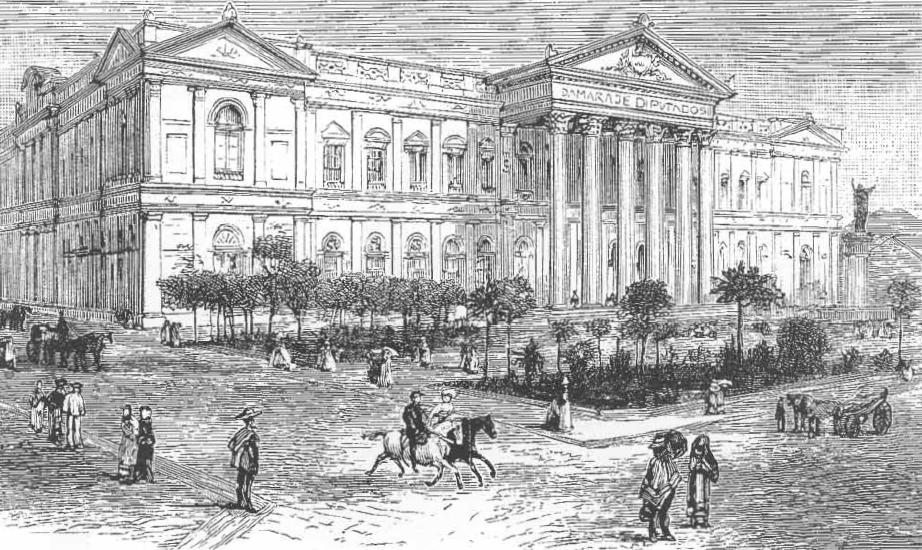
Edificio del Congreso hacia 1890.

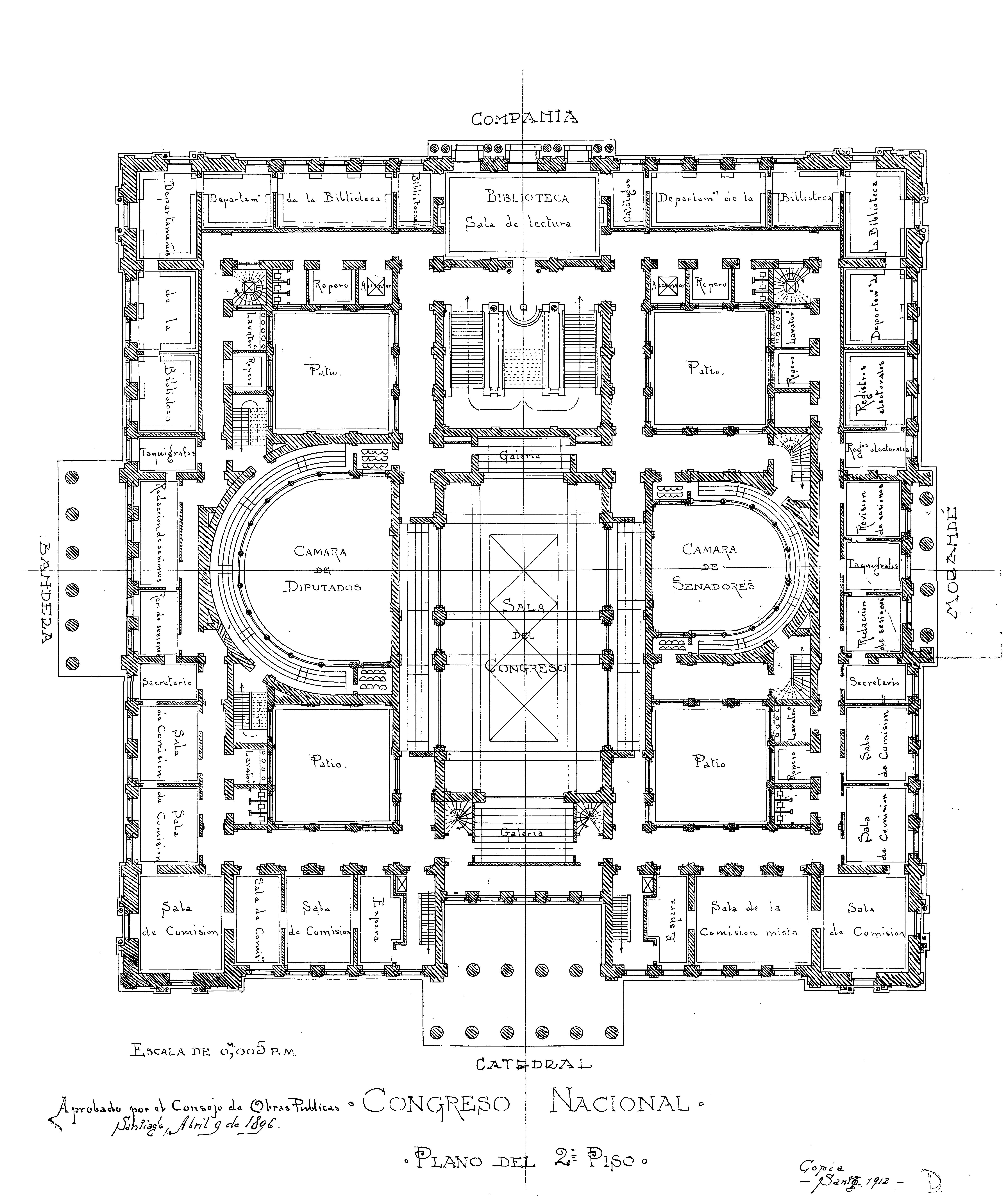
Plano del segundo piso del edificio, dibujado en 1912.

Los planos del nuevo edificio fueron realizados por el arquitecto francés Claude-François Brunet Debaines, quien fue contratado por el gobierno en 1848 y falleció en 1855. En 1857 se iniciaron las obras a cargo de Lucien Hénault, pero en 1860 fueron interrumpidas por falta de recursos. Tres años más tarde ocurrió el incendio de la vecina Iglesia de la Compañía, lo que obligó a redefinir la fachada que daba a la Cámara de Diputados, creándose un nuevo acceso hacia la calle Bandera y destinando el sitio de las ruinas del templo a los jardines del palacio del Congreso. Posteriormente, en 1870 el ingeniero chileno Manuel Aldunate prosiguió con las obras, siendo terminada finalmente por el arquitecto italiano Eusebio Celli.
El edificio del Congreso Nacional fue inaugurado, aún inconcluso, el 1 de junio de 1876, durante el gobierno de Federico Errázuriz Zañartu. El acto inaugural se realizó en el Salón de Honor, el cual aún no contenía sobre la testera el mural Descubrimiento de Chile por Almagro de Pedro Subercaseaux ya que este fue encargado recién en 1913.
Hacia 1890 fueron instaladas en los jardines del edificio 13 faroles de hierro fundido de 1,80 m, provenientes de Francia, y que poseen representaciones de figuras humanas y mitológicas. En la misma época también fue instalada una fuente de agua con un diseño de dos tazas y rodeadas de cuatro niños que cabalgan delfines, con una altura de 2 m y un diámetro de 4 m y un peso total de casi 200 kilos.
El 18 de mayo de 1895 un incendio destruyó gran parte del edificio, siendo restaurado al año siguiente por Carlos Bunot con la colaboración de los arquitectos Emilio Doyère, Eugenio Joannon y Carlos von Moltke. En el intertanto la Cámara de Diputados sesionó en el Salón de Honor de la Casa Central de la Universidad de Chile y el Senado en el edificio ubicado en calle Moneda 23, donde se encontraban las sedes de la Sociedad de Fomento Fabril, la Sociedad Nacional de Minería y el Consejo de la Quinta Normal de Agricultura. La reinauguración del palacio del Congreso Nacional ocurrió en 1901 bajo el gobierno de Federico Errázuriz Echaurren.

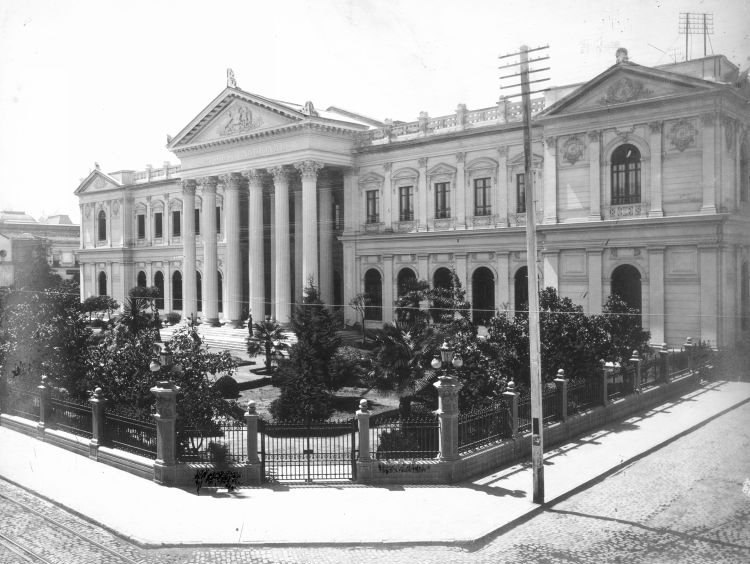
Fachada norte de la calle Catedral hacia 1920.

El terremoto producido en 1906 le causó severos daños al edificio, por lo que debió ser reacondicionado una vez más, en esta ocasión por el arquitecto chileno Alberto Cruz Montt; durante el tiempo que duraron los trabajos de reparación la Cámara de Diputados sesionó en el Salón de Honor del Colegio de los Sagrados Corazones y el Senado en el edificio de la Compañía de Consumidores de Gas de Santiago.
Hasta 1957, la sede de la Dirección del Registro Electoral se encontraba en oficinas correspondientes al Senado en el interior del palacio. En 1967, debido a la falta de espacio suficiente para el desarrollo normal de las labores legislativas en el antiguo palacio, se convocó a un concurso de arquitectura para diseñar un edificio anexo al Congreso Nacional que se edificaría en la esquina surponiente de Catedral con Morandé; en las bases del concurso se indicaba que la construcción sería provisoria, hasta que se construyera el edificio definitivo del Congreso en el extremo sur del Paseo Bulnes, de acuerdo al plan desarrollado por Karl Brunner. El 19 de enero de 1968 fue anunciado como ganador el proyecto desarrollado por Iris Valenzuela y Carlos Albrecht, que proyectaba una superficie de 28 mil m², sin embargo el edificio nunca fue construido.
El terremoto del 8 de julio de 1971 nuevamente generó daños en el edificio del Congreso Nacional: tres salas de comisiones de la Cámara de Diputados y cuatro del Senado resultaron con grietas en sus muros, y varias cornisas se desprendieron, cayendo al suelo.
El Senado y la Cámara de Diputados funcionaron en el palacio hasta el golpe de Estado de 1973, cuando a partir de dicho momento el sector de la antigua Cámara de Diputados se utilizó para fines del Ministerio de Justicia. El 28 de junio de 1976 el palacio y los jardines que le rodean fueron declarados Monumento Nacional en la categoría de Monumento Histórico.
Con el retorno a la democracia en 1990 la sede del Congreso se trasladó a la ciudad de Valparaíso, mientras que en las antiguas dependencias en Santiago se instaló desde 1995 hasta 2006 el Ministerio de Relaciones Exteriores, período durante el cual se construyó un subterráneo para almacenar archivos y en 2001 se inició la restauración del sector del Senado con el fin de habilitar sus dependencias para usos protocolares. El ministerio abandonó las dependencias quedando en manos del Ministerio de Bienes Nacionales y el 19 de mayo de 2006, a través de una resolución exenta de este ministerio, se selló la restitución definitiva del edificio a las autoridades del Congreso.
El 18 de septiembre de 2008 el edificio fue reinaugurado por la presidenta de la República, Michelle Bachelet. Desde el momento de su restitución al Congreso Nacional, el palacio posee en su interior la biblioteca que contiene algunos libros consultados por los senadores y diputados. Además, los parlamentarios suelen reunirse allí y en su Salón de Honor se realizan importantes nombramientos y eventos. Al momento de ocurrido el terremoto de 2010 el palacio se encontraba en reparaciones, lo que motivó la clausura de algunos sectores para su remodelación.

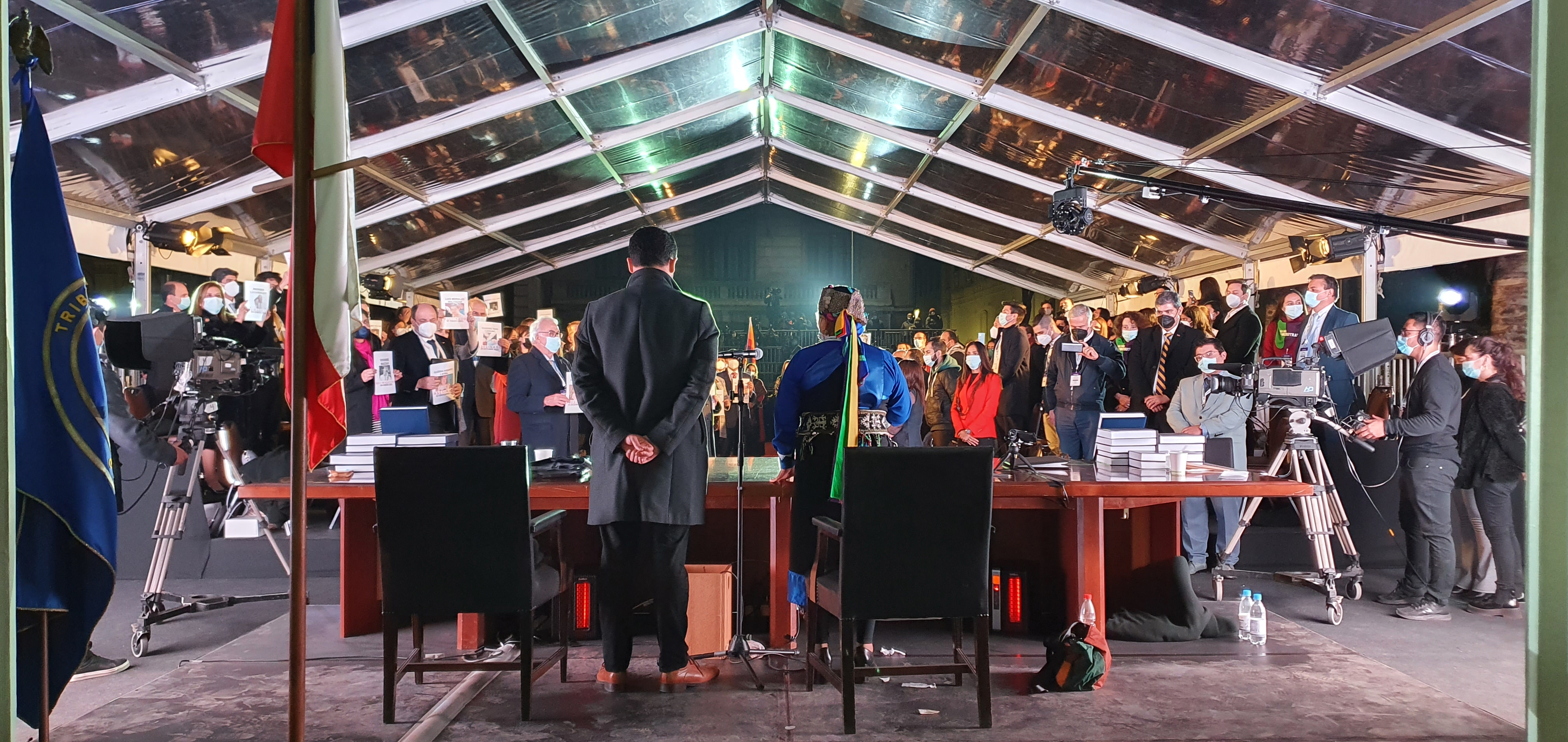
Sesión inaugural de la Convención Constitucional, realizada el 4 de julio de 2021 en los patios del ex Congreso Nacional. De espalda se encuentran Jaime Bassa (vicepresidente) y Elisa Loncón (presidenta) encabezando la ceremonia.

Desde julio de 2021 hasta el julio de 2022 el Salón Plenario, el antiguo hemiciclo de la Cámara de Diputados y algunas salas de reuniones fueron utilizadas por la Convención Constitucional. Debido a ello, hasta junio de 2021 se realizaron diversas obras de remodelación en el edificio, principalmente destinados a habilitar la antigua Cámara de Diputados con sistemas de votación, escaños y mobiliario adecuados; se dispondrían mesas semicirculares continuas y sin separaciones —similares a las utilizadas en el Congreso de los Diputados de España— para poder albergar a los 155 convencionales constituyentes de manera cómoda, con un espacio aproximado de 70 centímetros para cada representante. La sesión inaugural, realizada el 4 de julio de 2021, se llevó a cabo en el patio del edificio, debido a disposiciones sanitarias producto de la pandemia de COVID-19, mientras que la ceremonia de clausura se realizó el 4 de julio de 2022 en el Salón de Honor.
En el marco del nuevo proceso constituyente realizado en 2023, las sesiones plenarias de la Comisión Experta se realizaron en el hemiciclo usado antiguamente por el Senado, mientras que las sesiones del Consejo Constitucional se realizaron en el antiguo hemiciclo de la Cámara de Diputados.

## Construcción

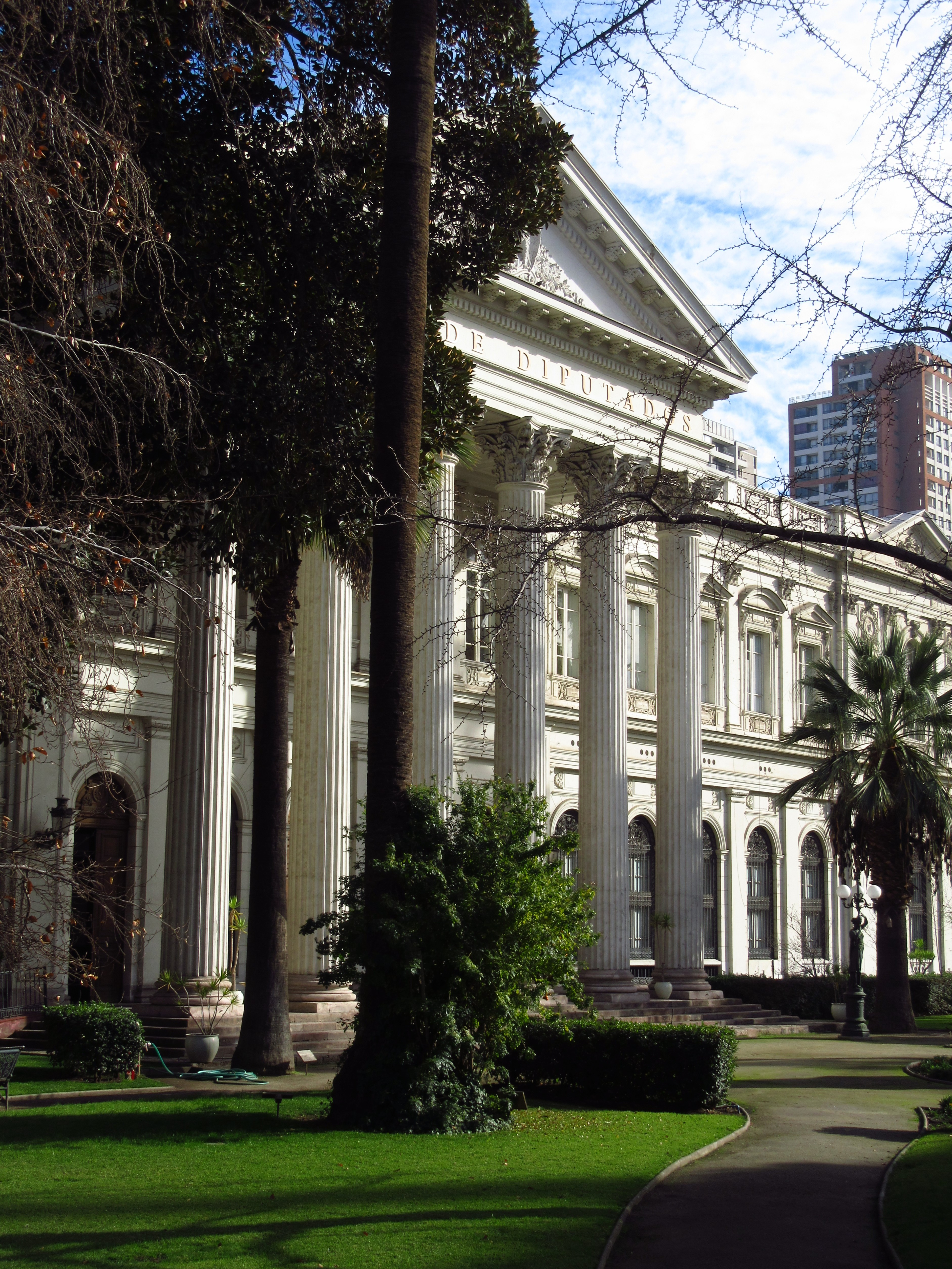
Fachada de columnas corintias.

### Arquitectura
El edificio tiene cuatro fachadas de doble altura que forman su planta cuadrada (76×78 m). Es una estructura neoclásica inspirada en el periodo francés. En el acceso principal, por la calle Catedral, seis columnas corintias y frontones rectos en pórtico arman la fachada de ingreso. El gran salón es rectangular y se comunicaba a la derecha con el Senado y a la izquierda con la Cámara de Diputados. Los muebles, adornos y lámparas fueron adquiridas por el cónsul de Chile en París, Francisco Fernández Rodella.
Su estructura principalmente es de albañilería de ladrillo con cimientos de piedra canteada. También destaca su piso de parquet y una escalera de mármol ubicada en el acceso por la calle Compañía.

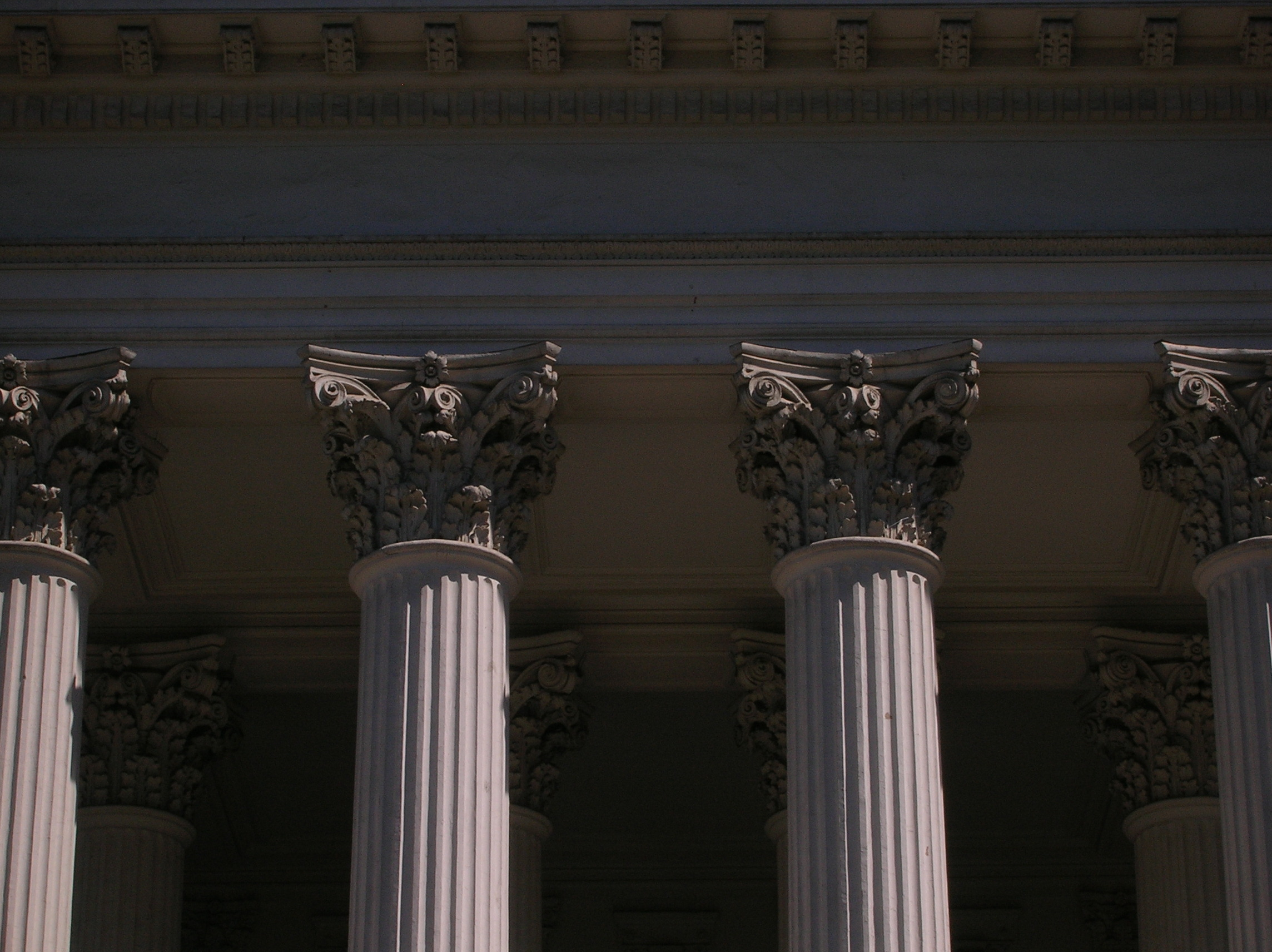
Columnas en el ingreso del edificio.
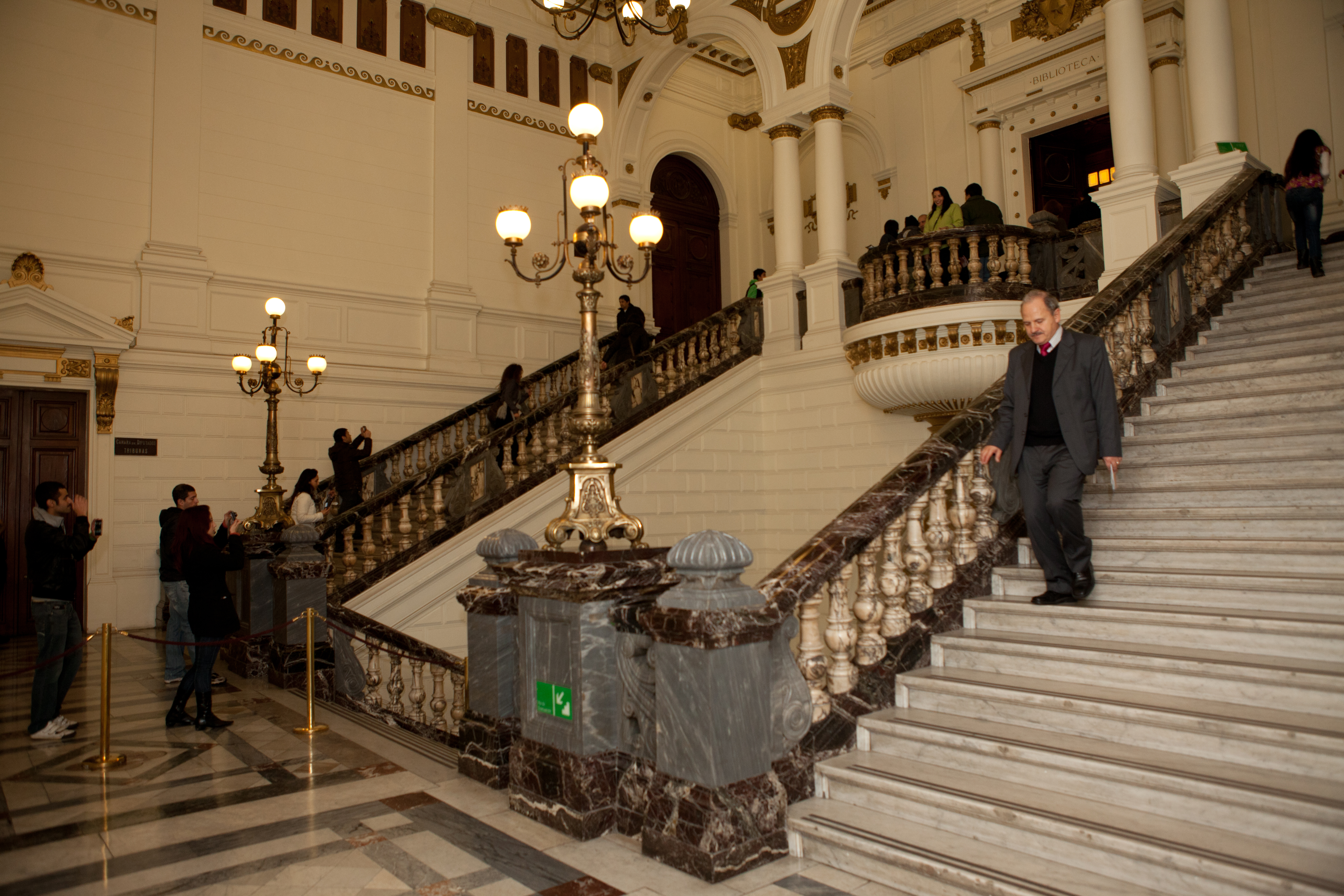
Escaleras de mármol del Congreso.
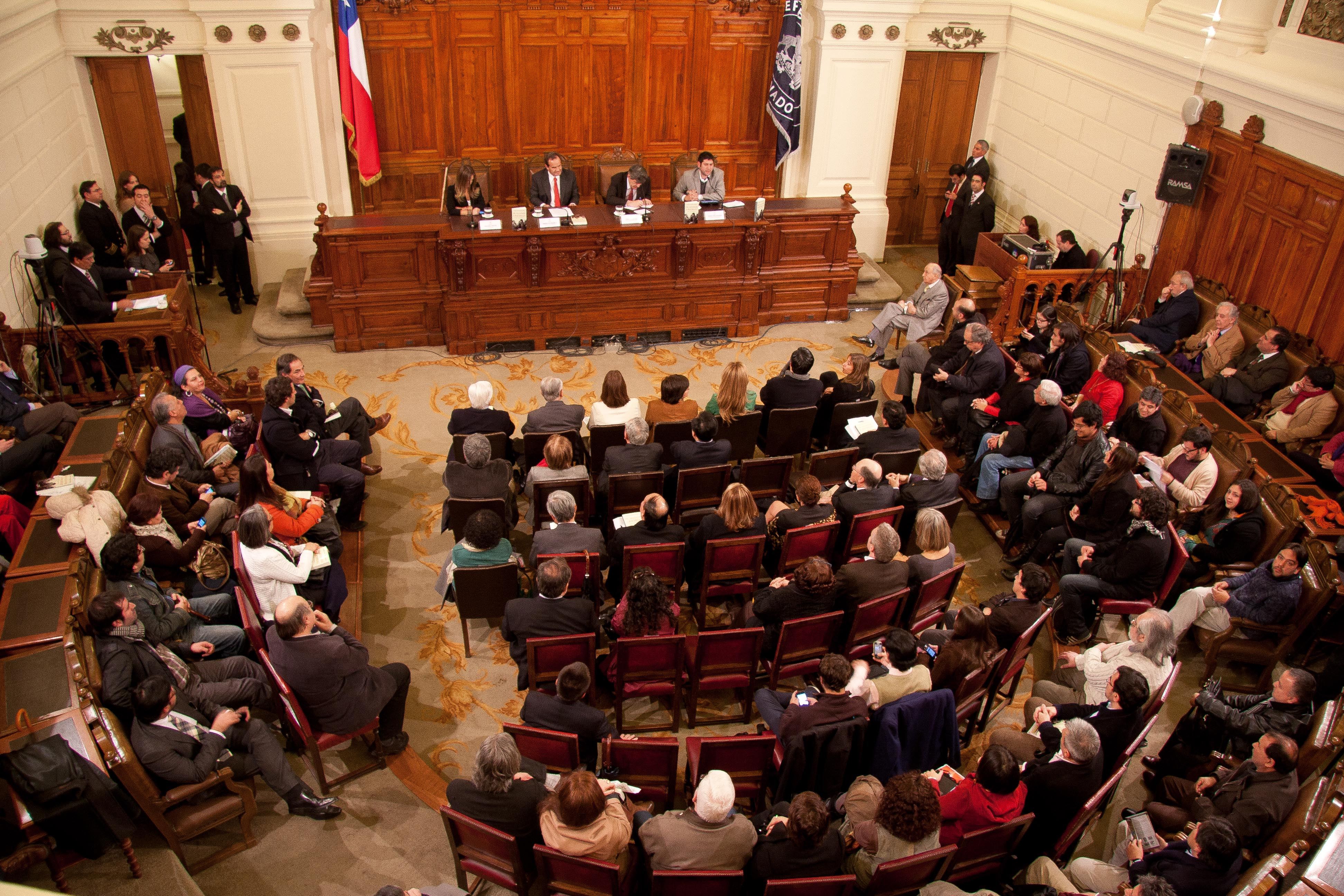
Antiguo hemiciclo del Senado.
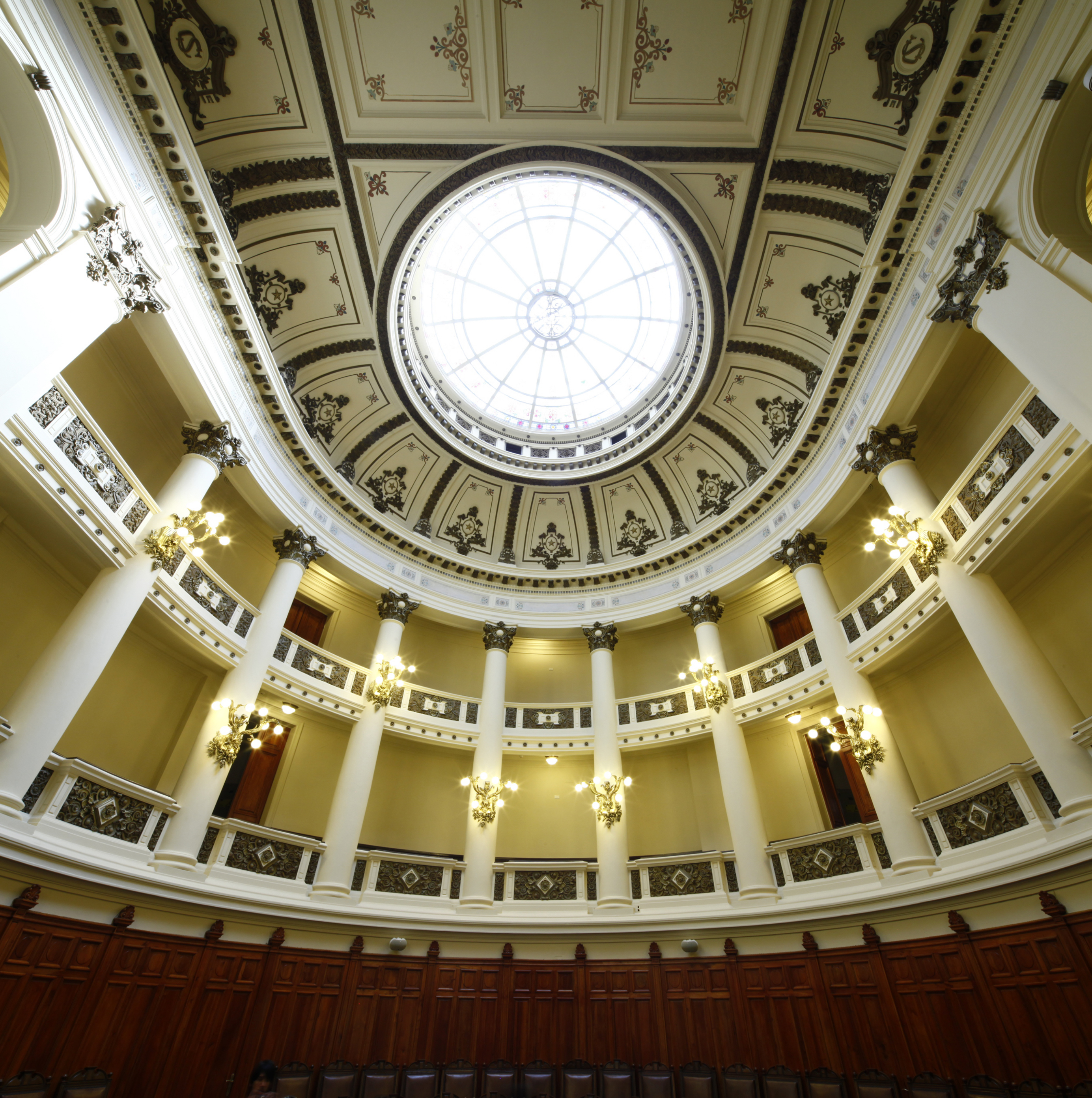
Cielo y tribuna de la Sala del Senado.
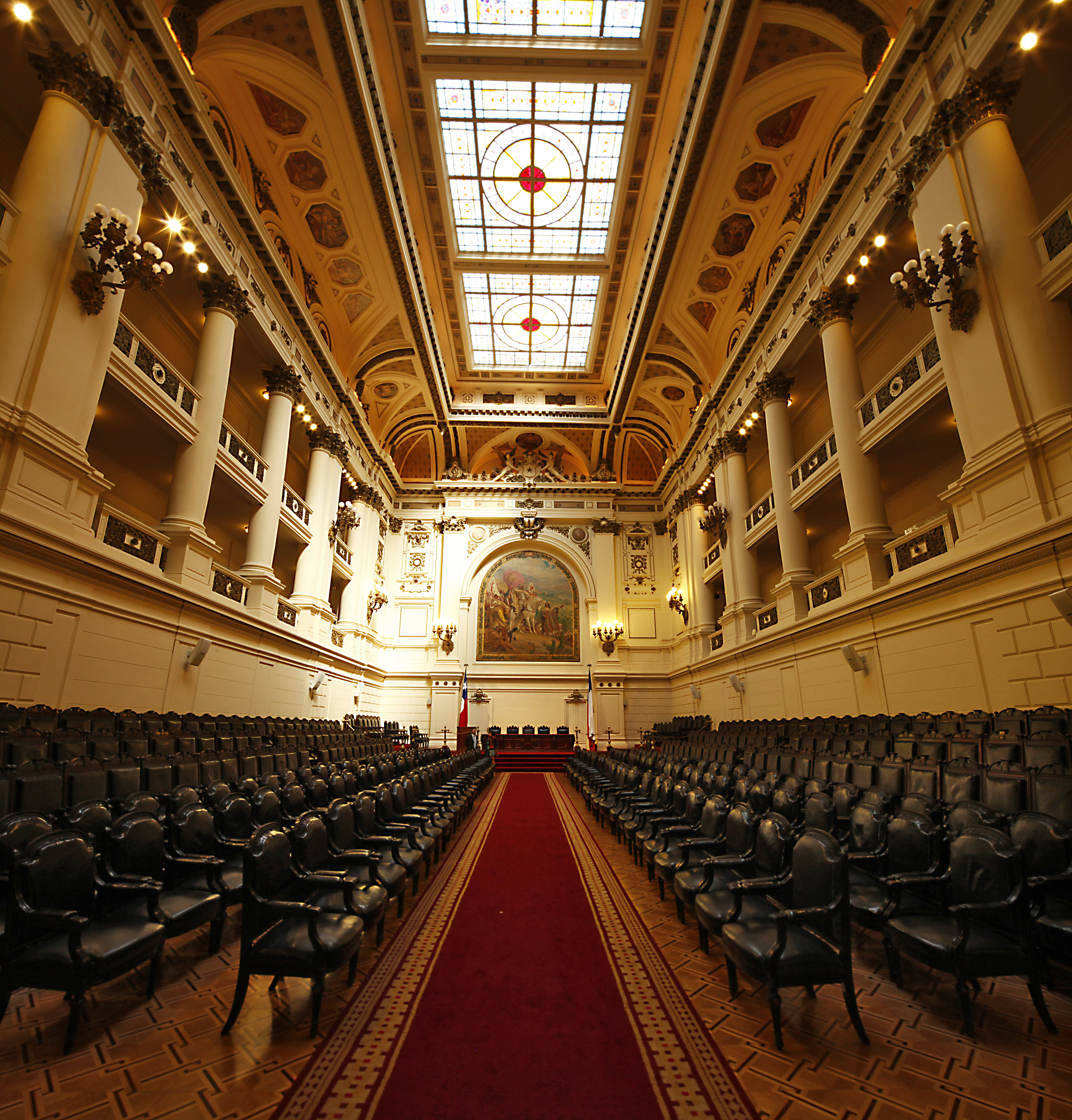
Salón de Honor.
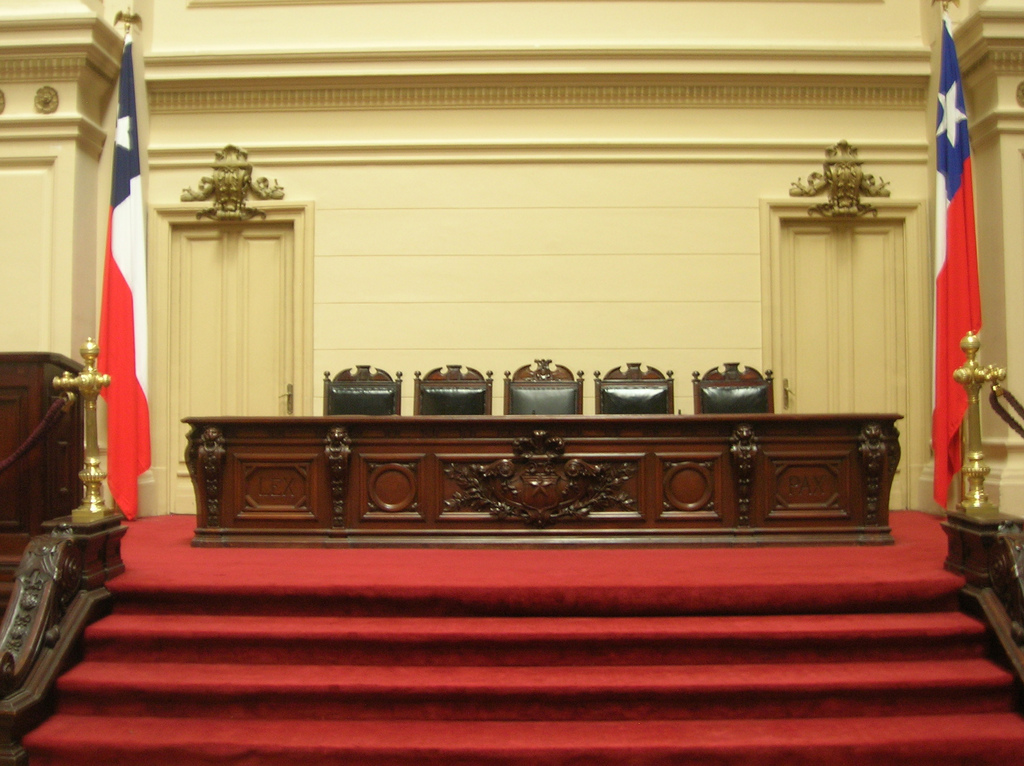
Testera del Salón de Honor.
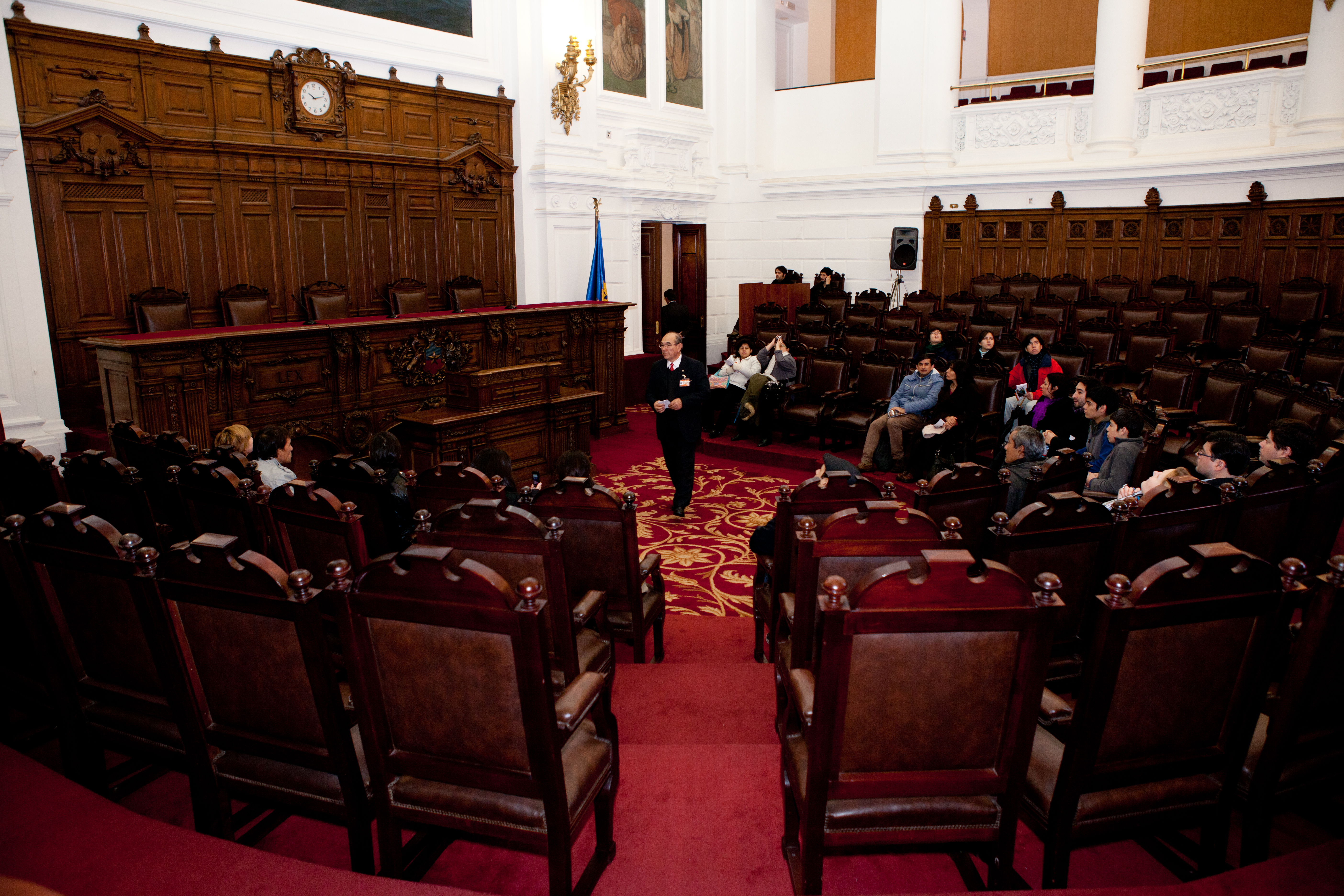
Antiguo hemiciclo de la Cámara de Diputados.
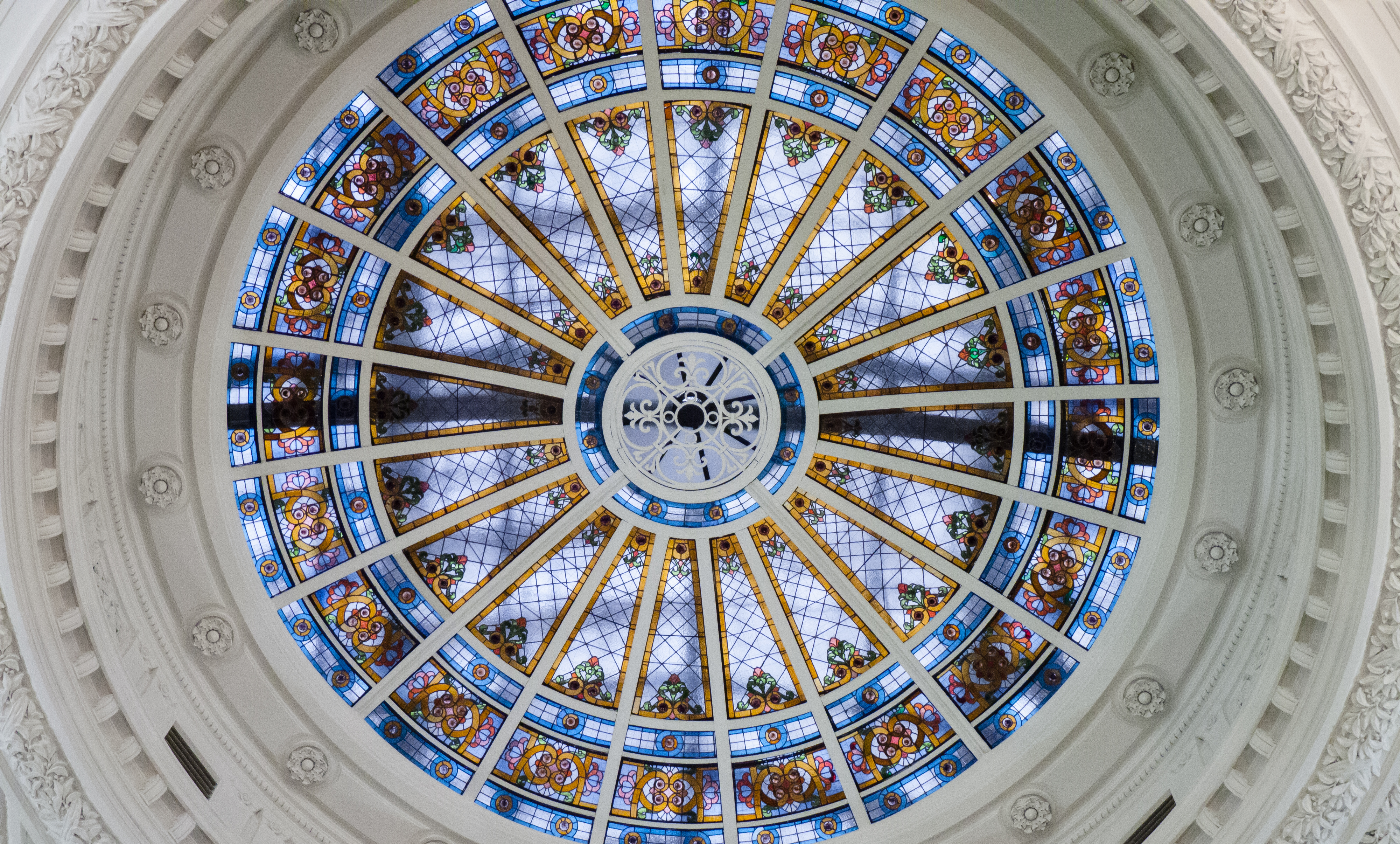
Cúpula de la Sala de la Cámara de Diputados.
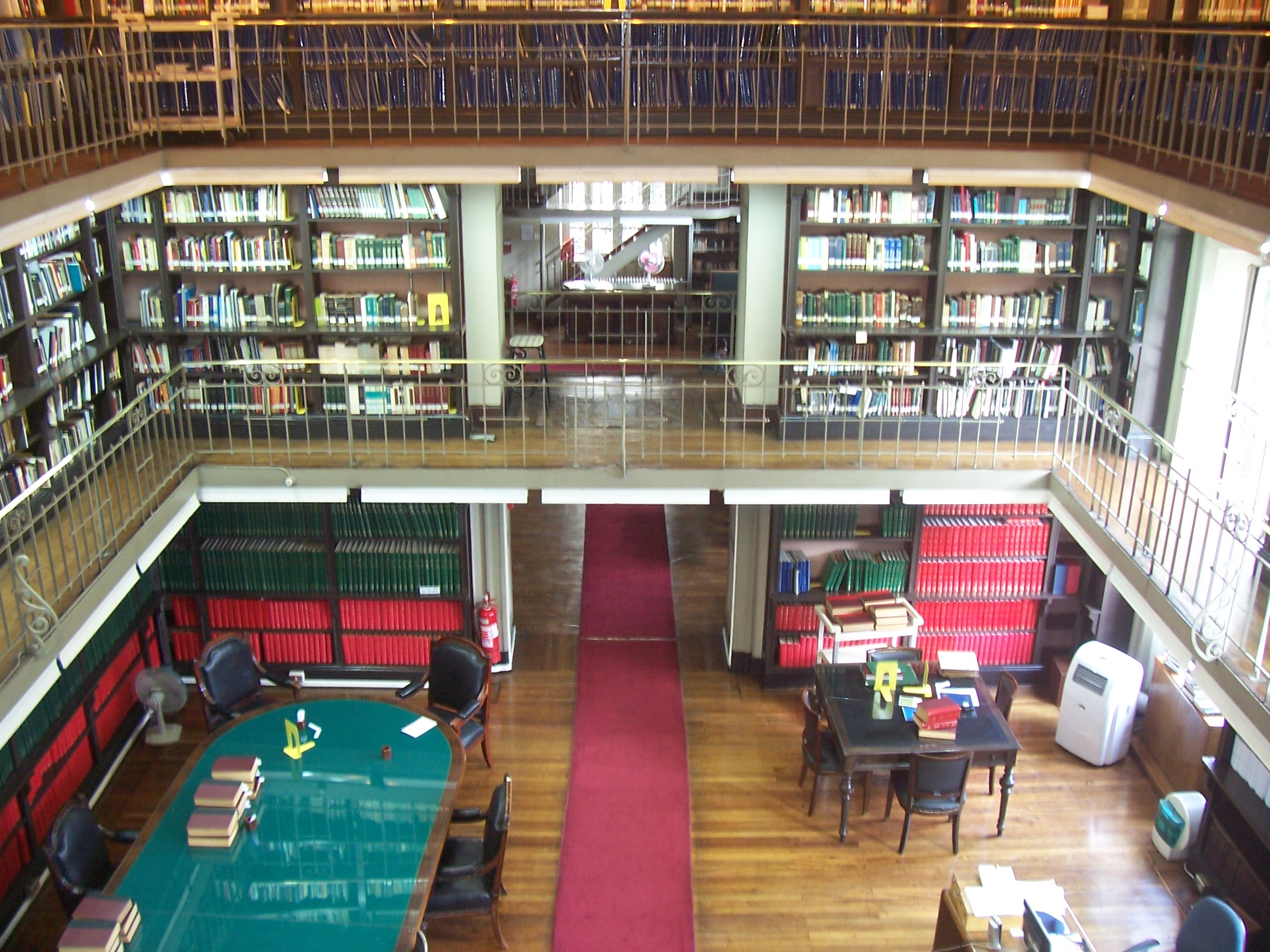
La Biblioteca del Congreso Nacional.
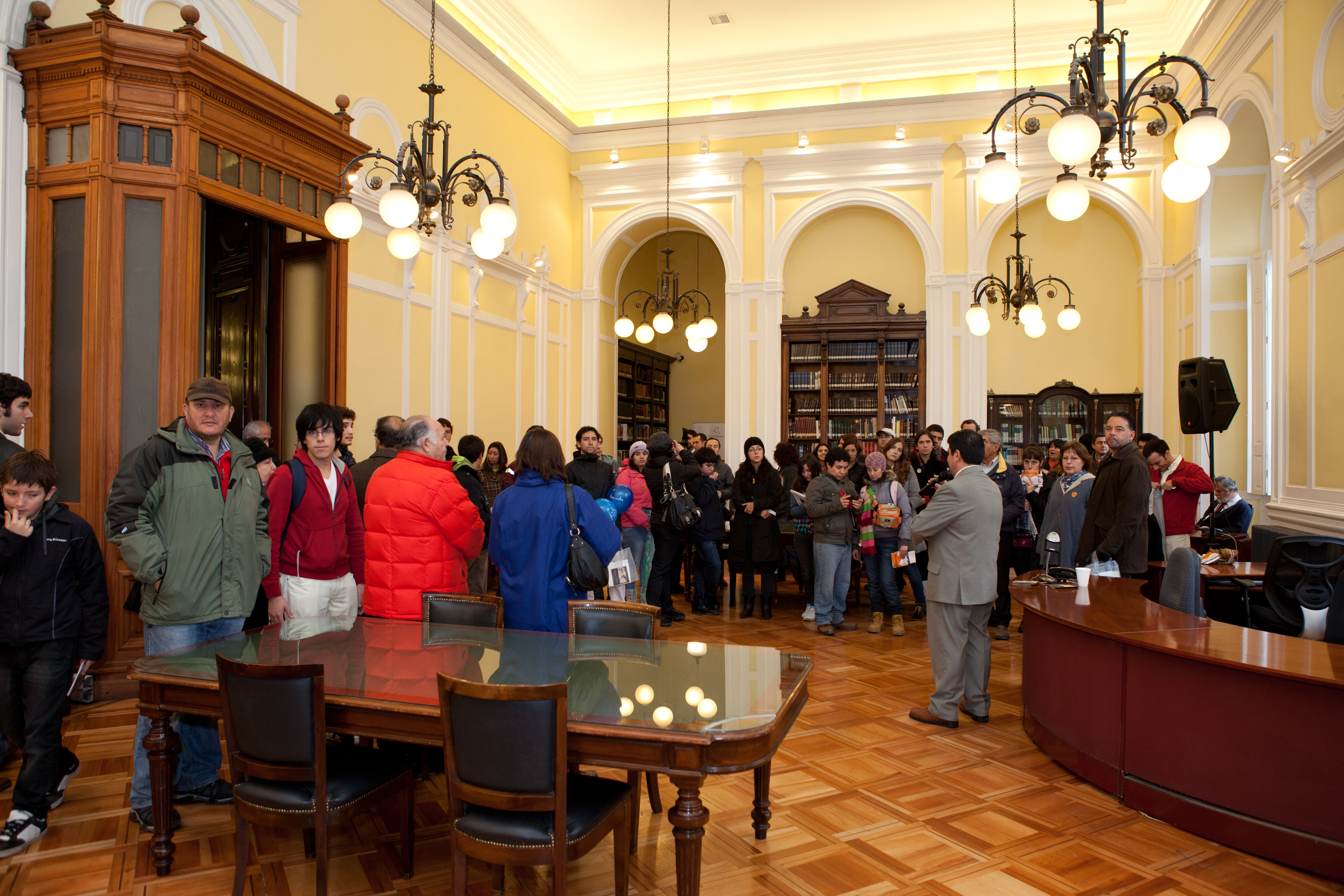
Salón de la Biblioteca del Congreso Nacional.

### Arte
Entre las pinturas que se encuentran en el edificio están El descubrimiento de Chile de Fray Pedro Subercaseaux, ubicado en el Salón de Honor, y Partida de la Expedición Libertadora del Perú de Thomas Somerscales, ubicado en el hemiciclo de la Cámara de Diputados. Además, destaca la obra que reproduce el Primer Congreso Nacional, de Nicanor González y Fernando Laroche, ubicado en el hemiciclo del Senado.

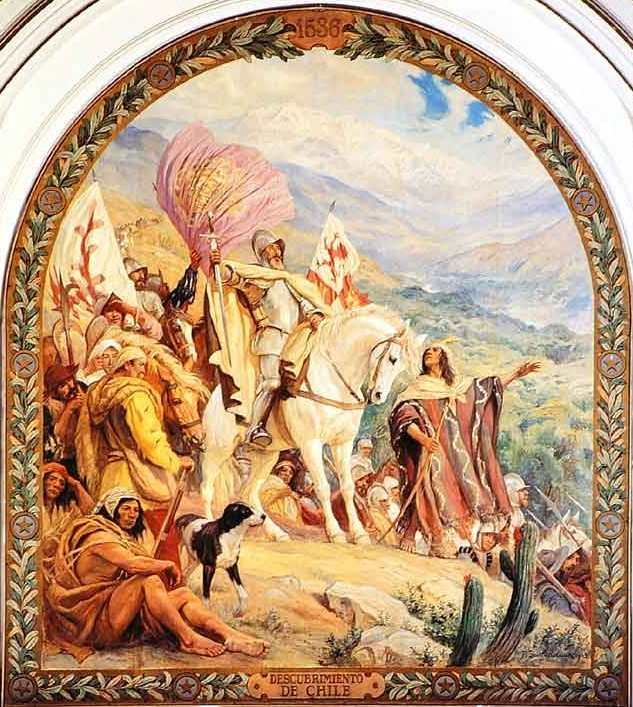
El descubrimiento de Chile
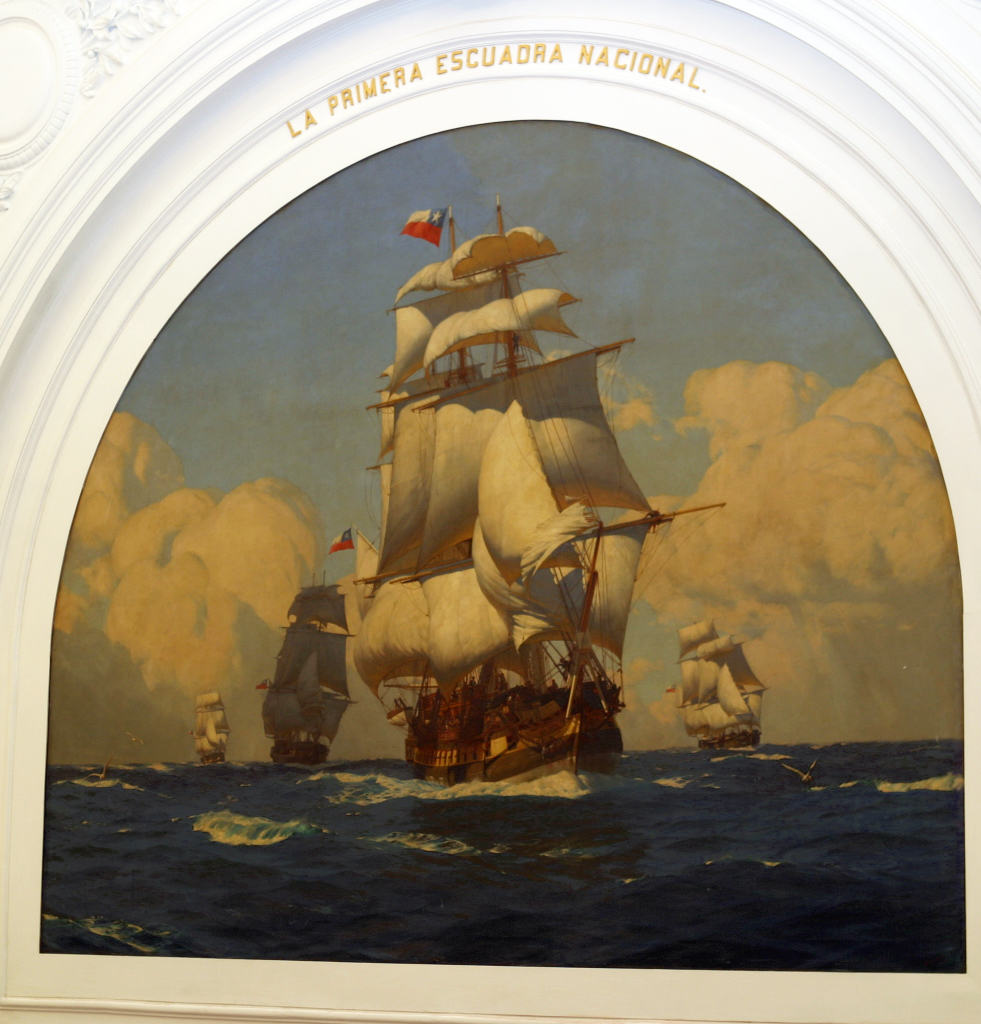
Partida de la Expedición Libertadora del Perú
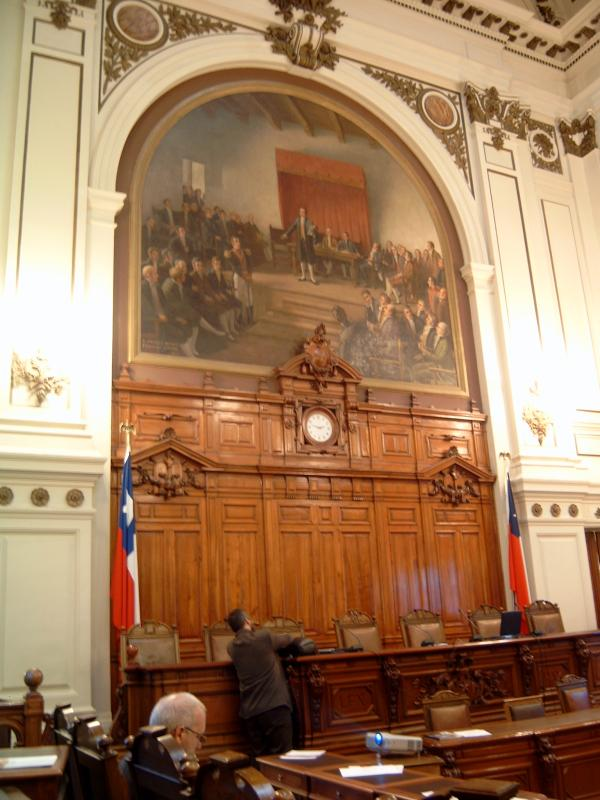
Primer Congreso Nacional

### Jardines

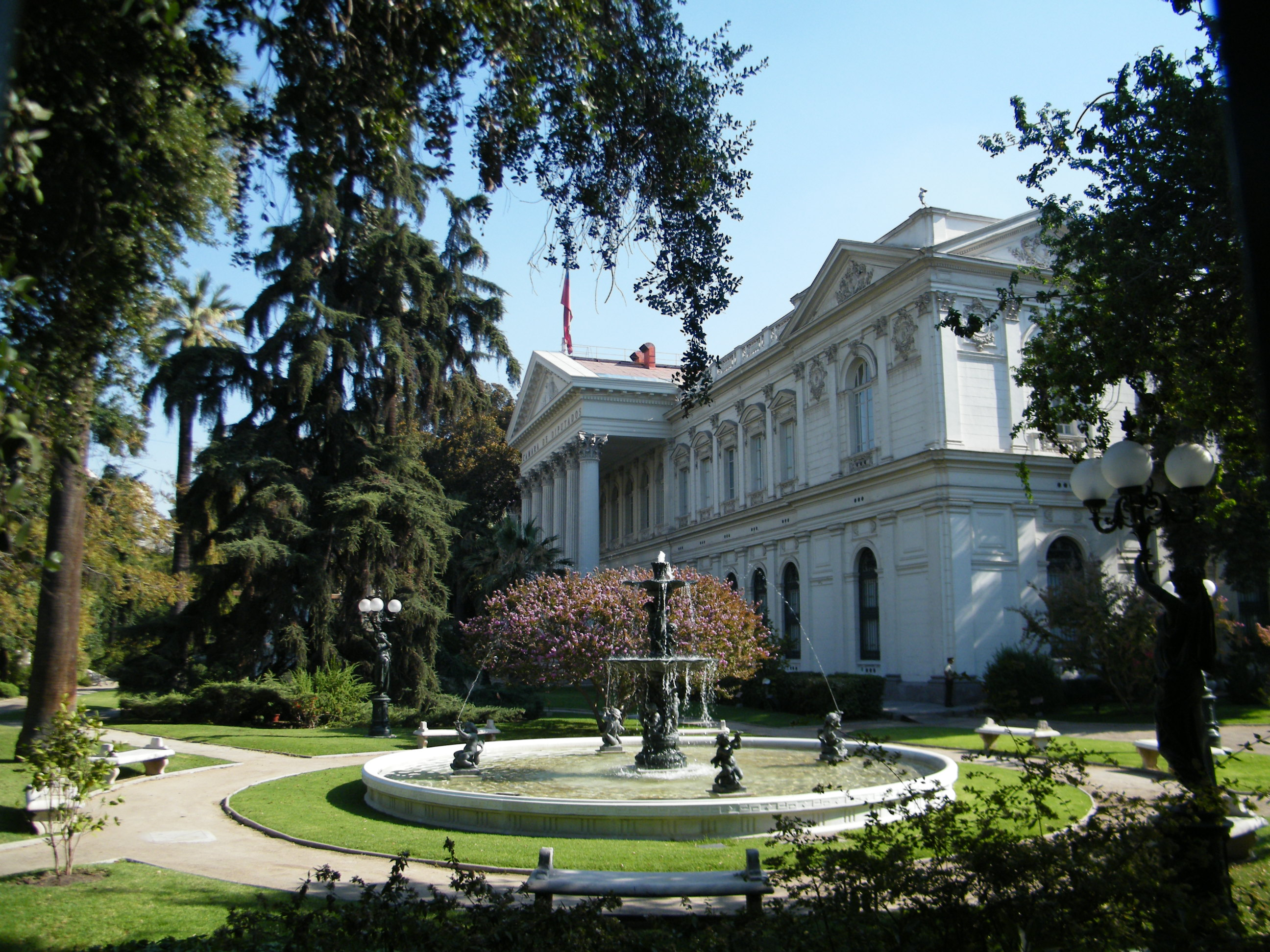
Jardines del recinto.

Los jardines fueron originalmente diseñados por el paisajista Guillermo Renner. El edificio está rodeado de un gran jardín ubicado en el lugar que ocupaba la iglesia de la Compañía; en dicho lugar se ubica el monumento conmemorativo a las víctimas del incendio de dicho templo, titulado «Virgen Piadosa», realizado por el escultor José Miguel Blanco inspirado en diseños del maestro italiano Ignazio Jacometti e instalado en 1883 en reemplazo de la «Virgen Dolorosa» que actualmente se encuentra en la Plaza La Paz del acceso principal al Cementerio General.
En 2018 fue instalada al suroriente del monumento a las víctimas del incendio de la iglesia de la Compañía la obra «Elegía: Homenaje a Yves Klein» de Gonzalo Vergara y Martín Holmes, ganadora de un concurso público realizado por el Ministerio de Obras Públicas y que alberga en su interior las campanas de la iglesia de la Compañía; la obra consiste en una excavación de 5,5 metros a la que se accede por una escalera de hormigón que desciende hasta la base de un cilindro en donde se encuentran las campanas suspendidas, haciendo de caja de resonancia de dichos artefactos. Las campanas fueron instaladas definitivamente dentro de la obra el 14 de marzo de 2019.
Las especies vegetales que adornan el jardín son diversas clases de palmeras, cedros del Líbano, castaños de la India y copihues. También existe por el costado de calle Catedral un busto de Jorge Huneeus, y se encuentran repartidas por los jardines las farolas de hierro fundido importadas de Francia e instaladas hacia 1890; estas farolas poseen diferentes nombres:
| - Torchère à la grappé de raisin («Candelabro con racimo de uvas») - Charmeur («Encantador de serpientes») - Pandora - Hebe - Jongleur («Malabarista») - Almée F avec bras levés («Almée F con los brazos levantados») | - Indien («Indio») - Almée E avec bras levés («Almée E con los brazos levantados») - Indienne («India») - Torchère en symetric («Candelabro simétrico») - Aurora |

Los jardines fueron sujetos a un proceso de restauración entre 2006 y 2010 por parte de la Dirección de Arquitectura del Ministerio de Obras Públicas, bajo la coordinación del arquitecto Carlos Rodríguez Ormazábal y obras a cargo del taller de restauración Montes Becker.

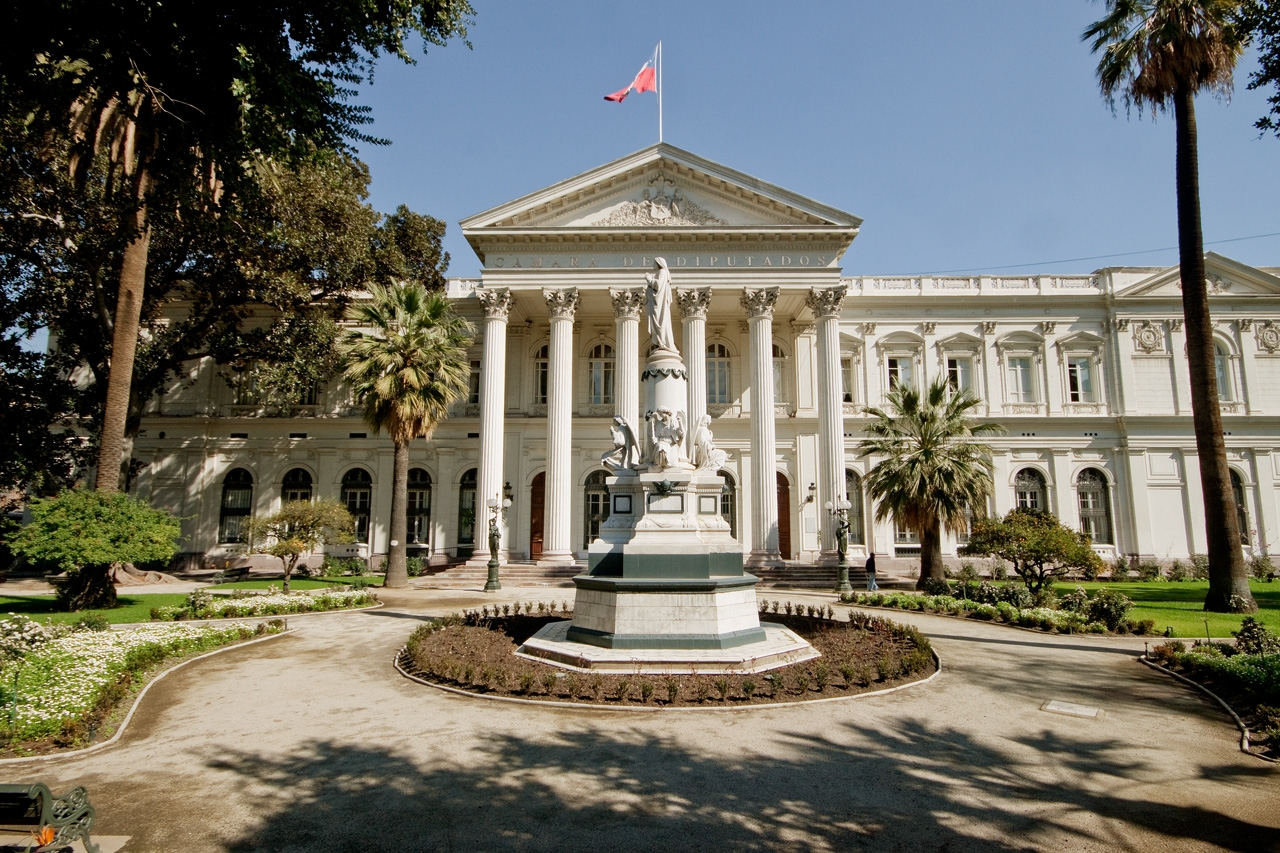
Entrada de los diputados desde calle Bandera.
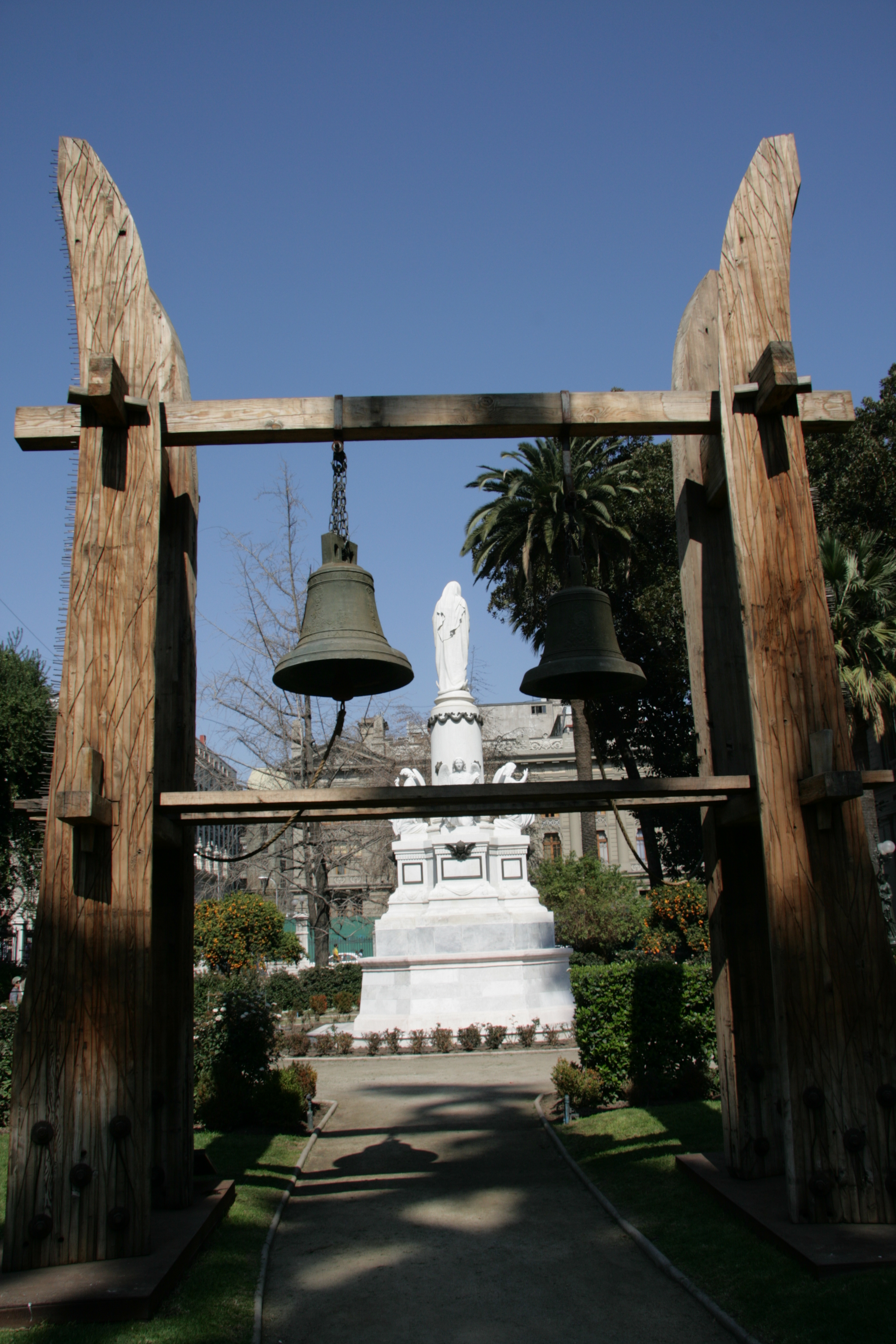
Campanas de la antigua Iglesia de la Compañía.
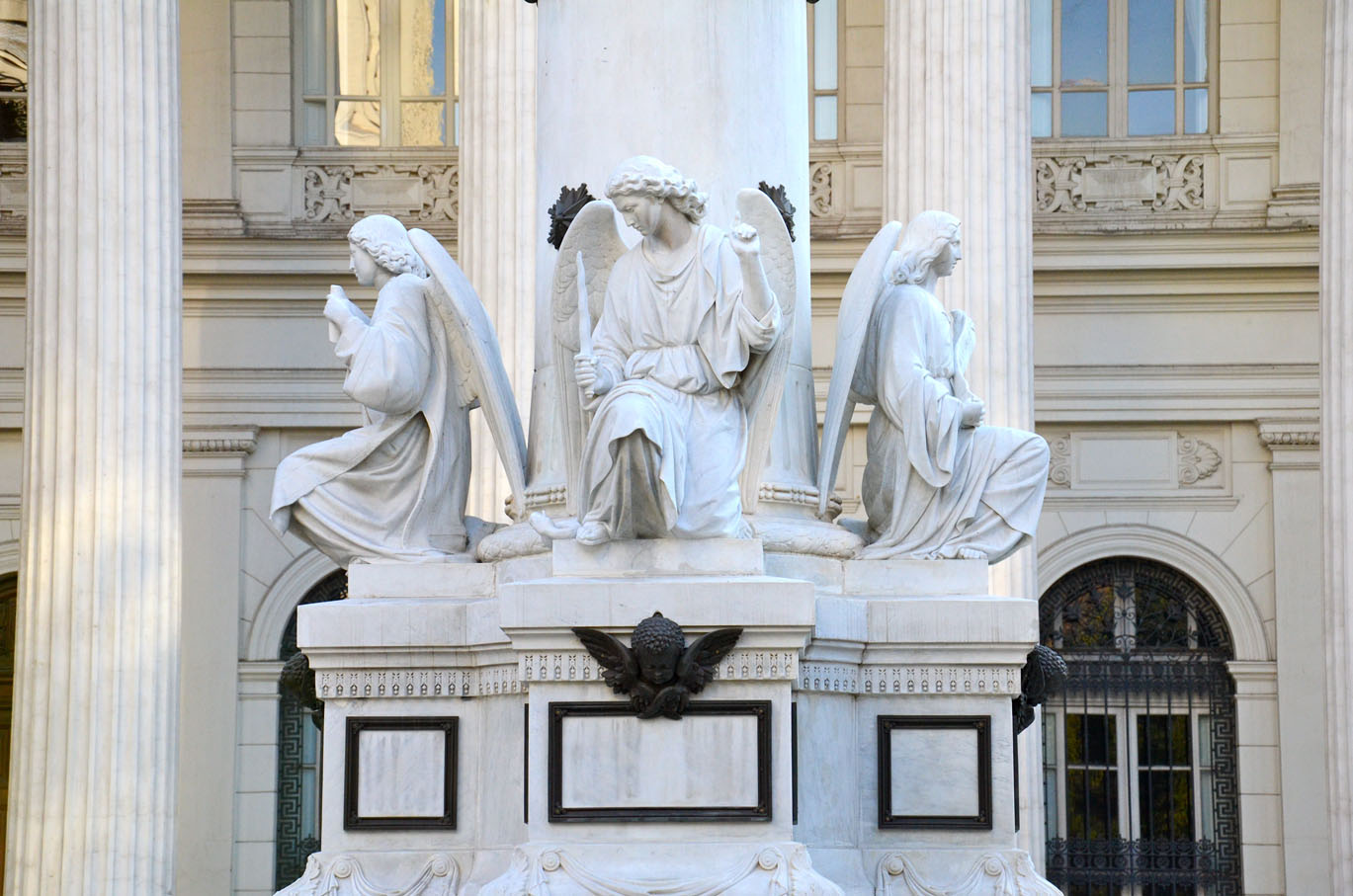
Segundo monumento a las víctimas del incendio de la Iglesia de la Compañía.

## Galería de imágenes

Imágenes históricas
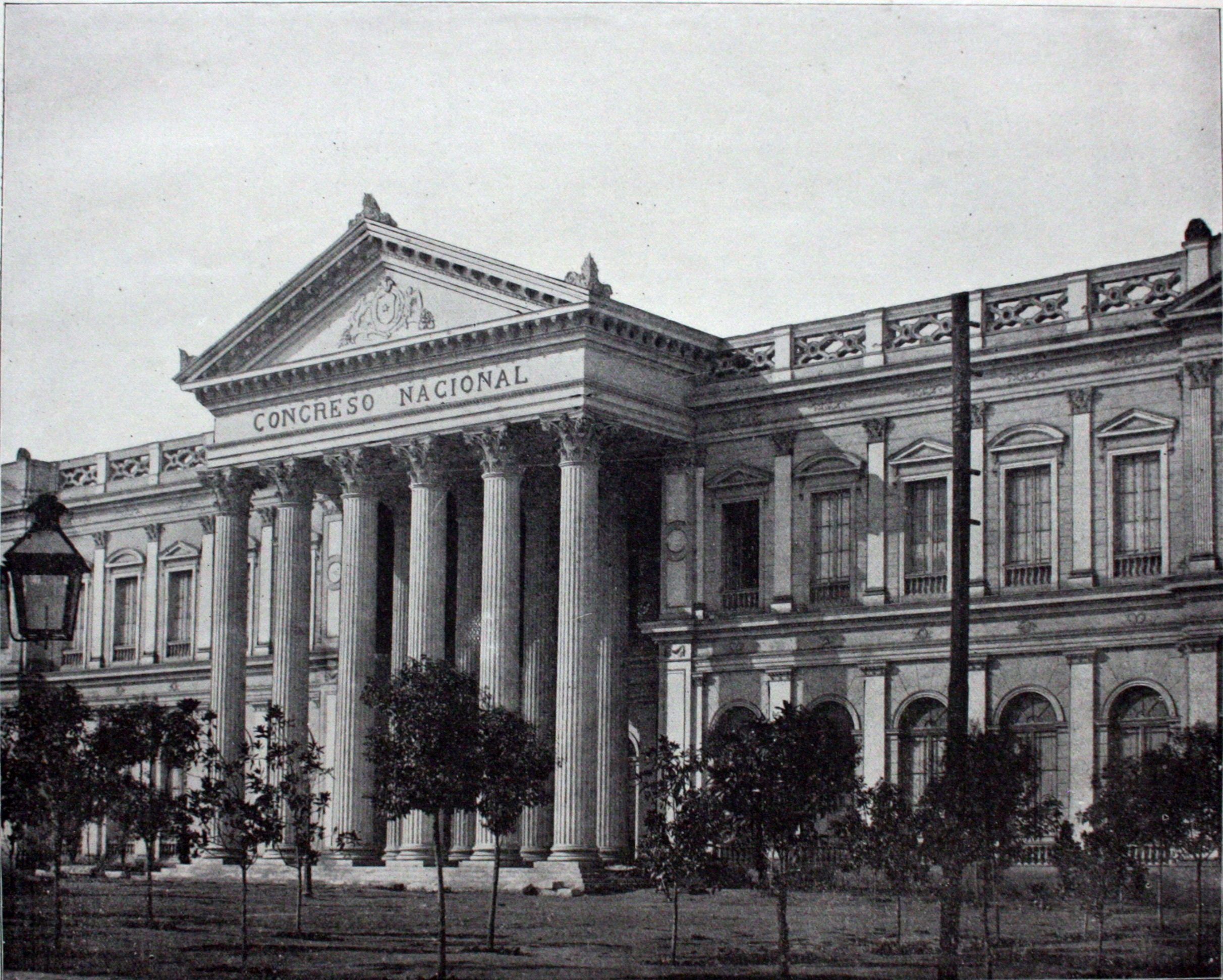
En 1895.
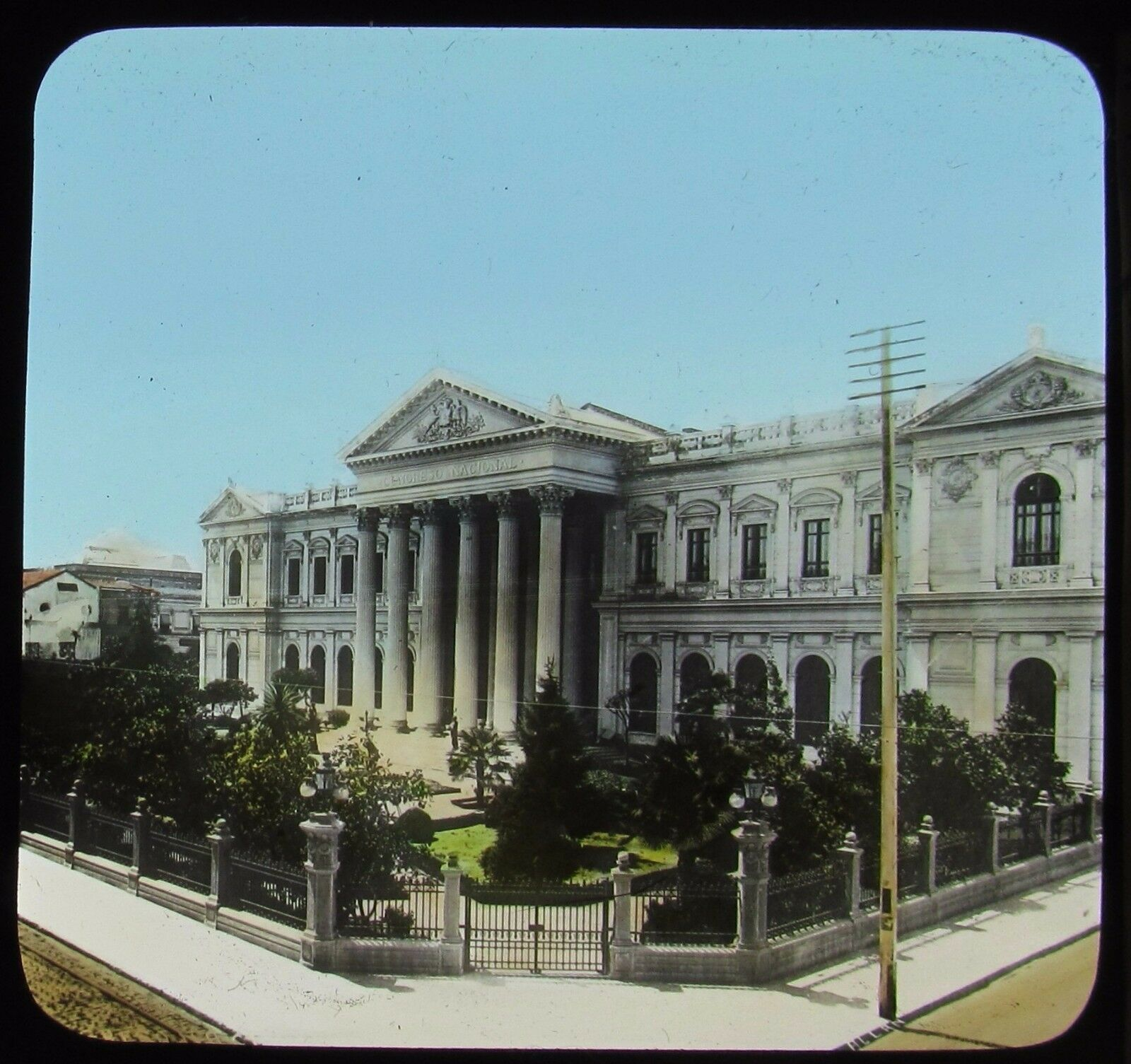
En 1910
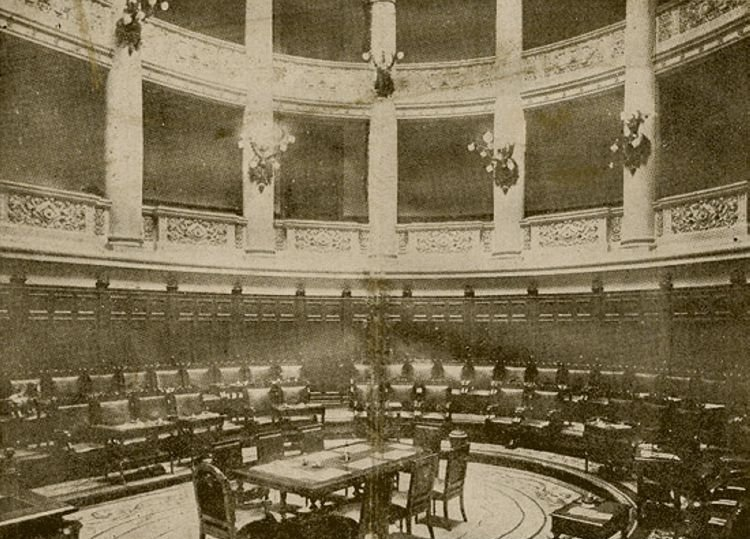
Cámara de Senadores, hacia 1918.
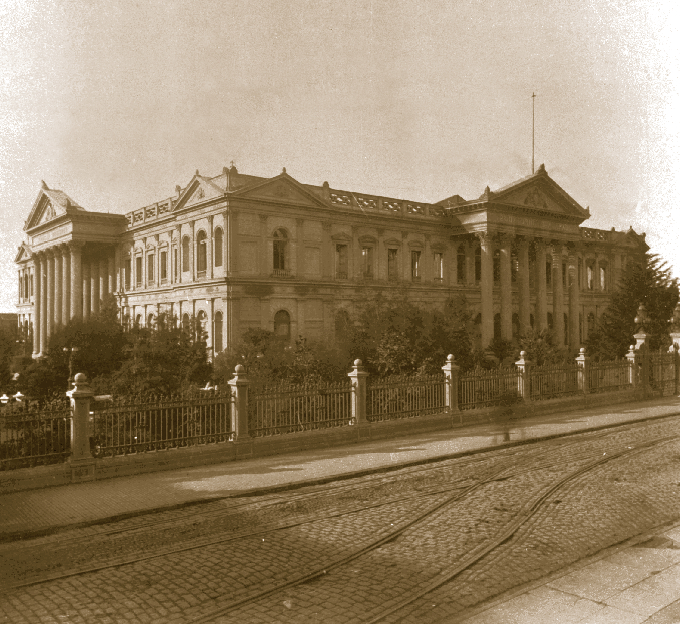
Edificio del Congreso, visto desde calle Catedral a inicios de 1900.
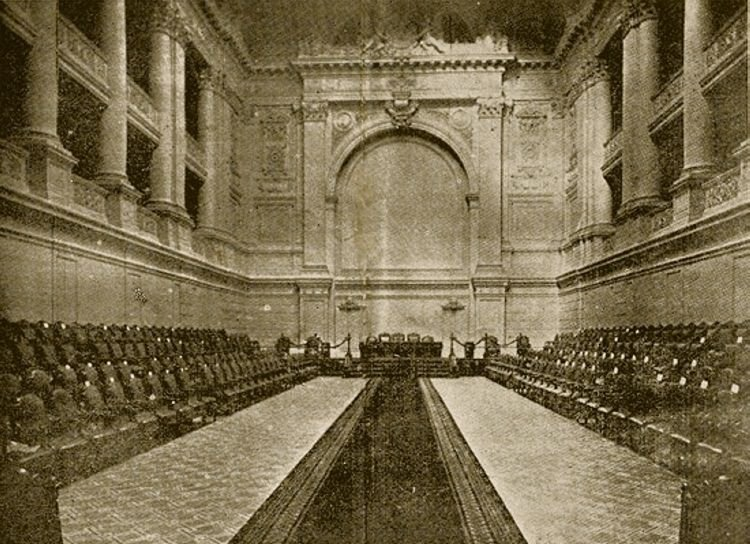
Salón de Honor del Congreso, hacia 1918.
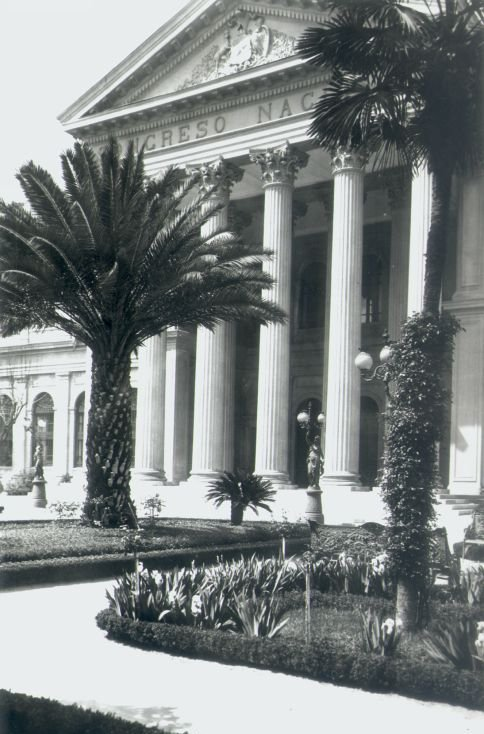
Entrada al edificio del Congreso, hacia 1920.

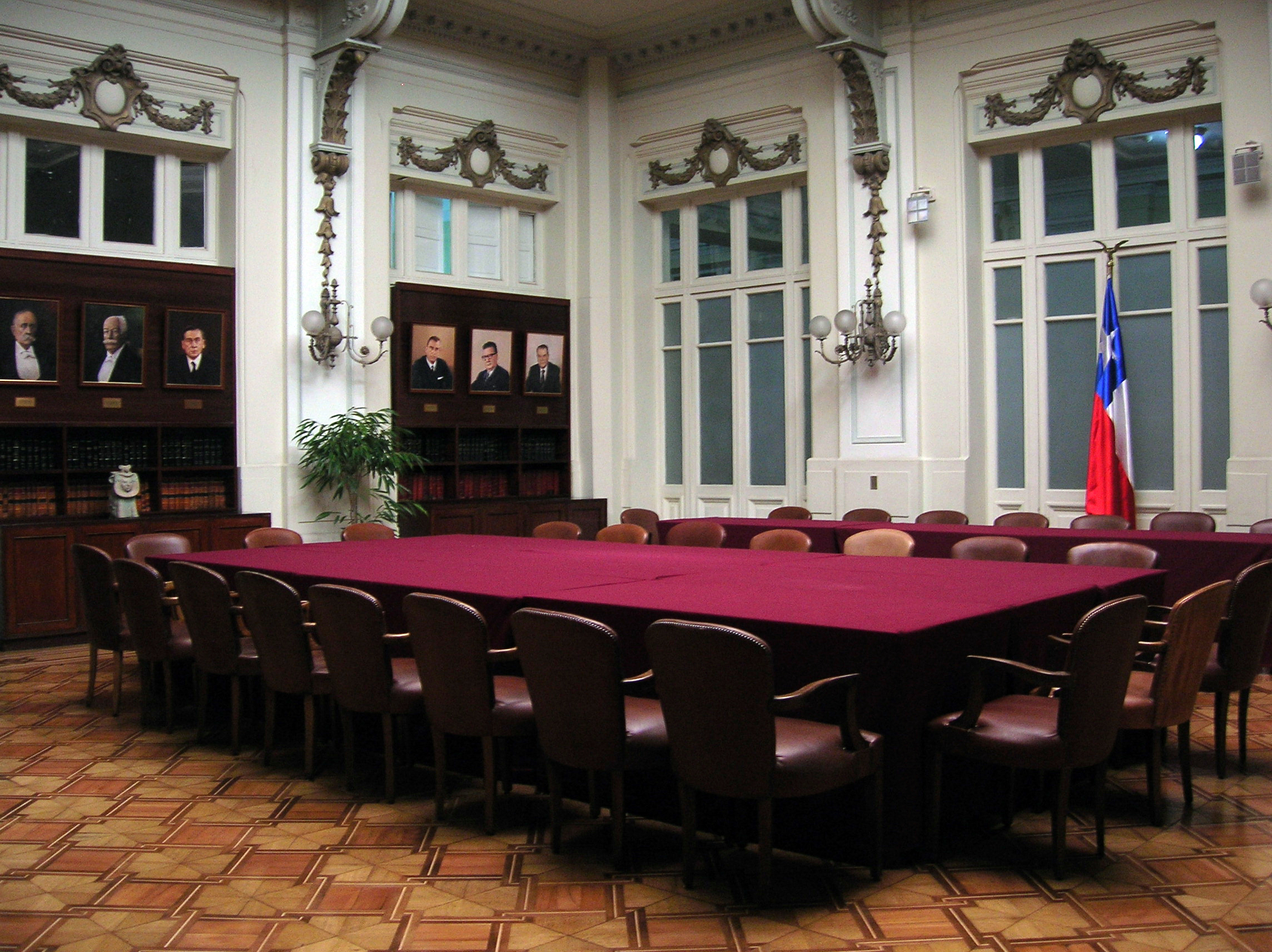
Sala de los Presidentes.
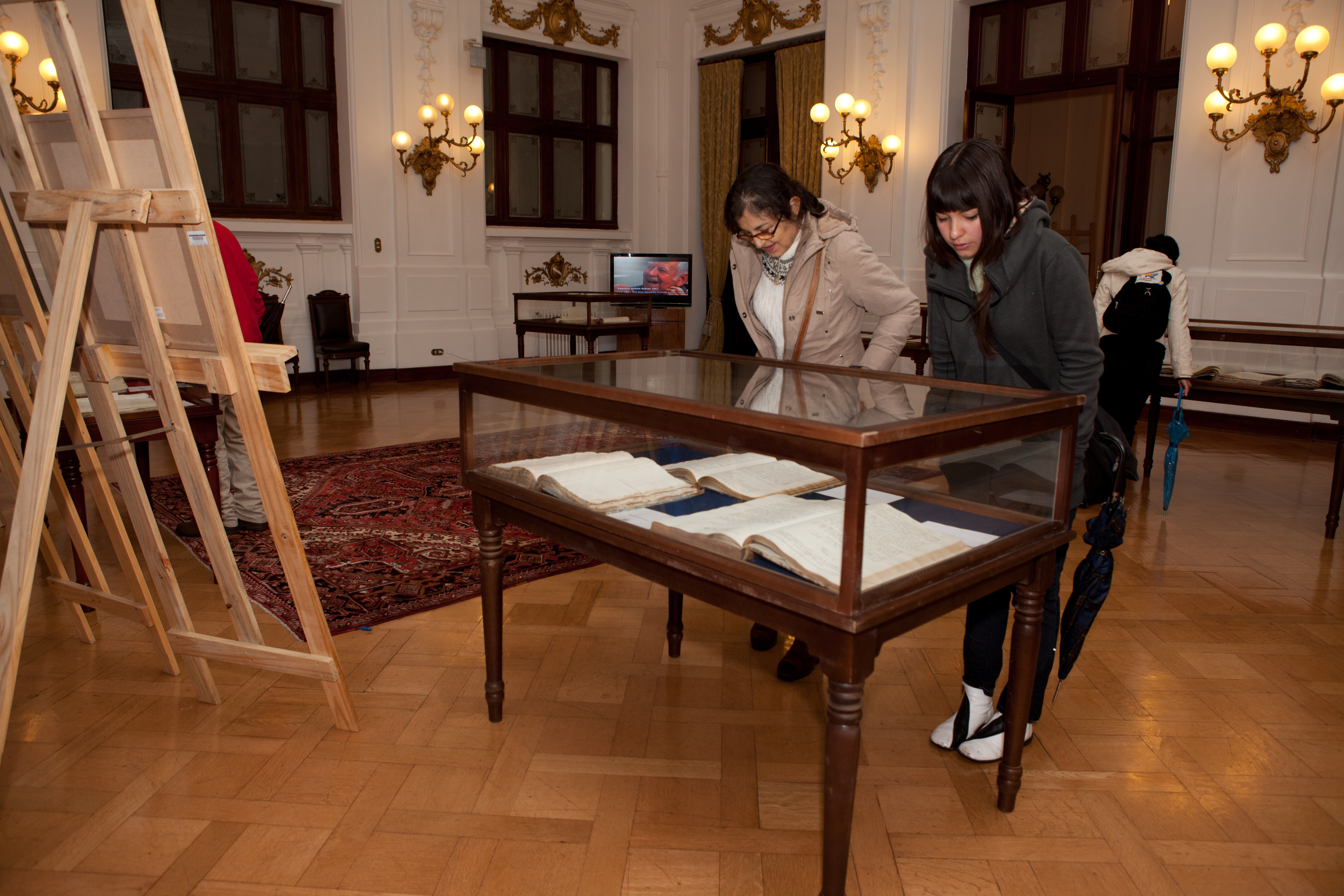
Colección de artículos históricos en el Congreso
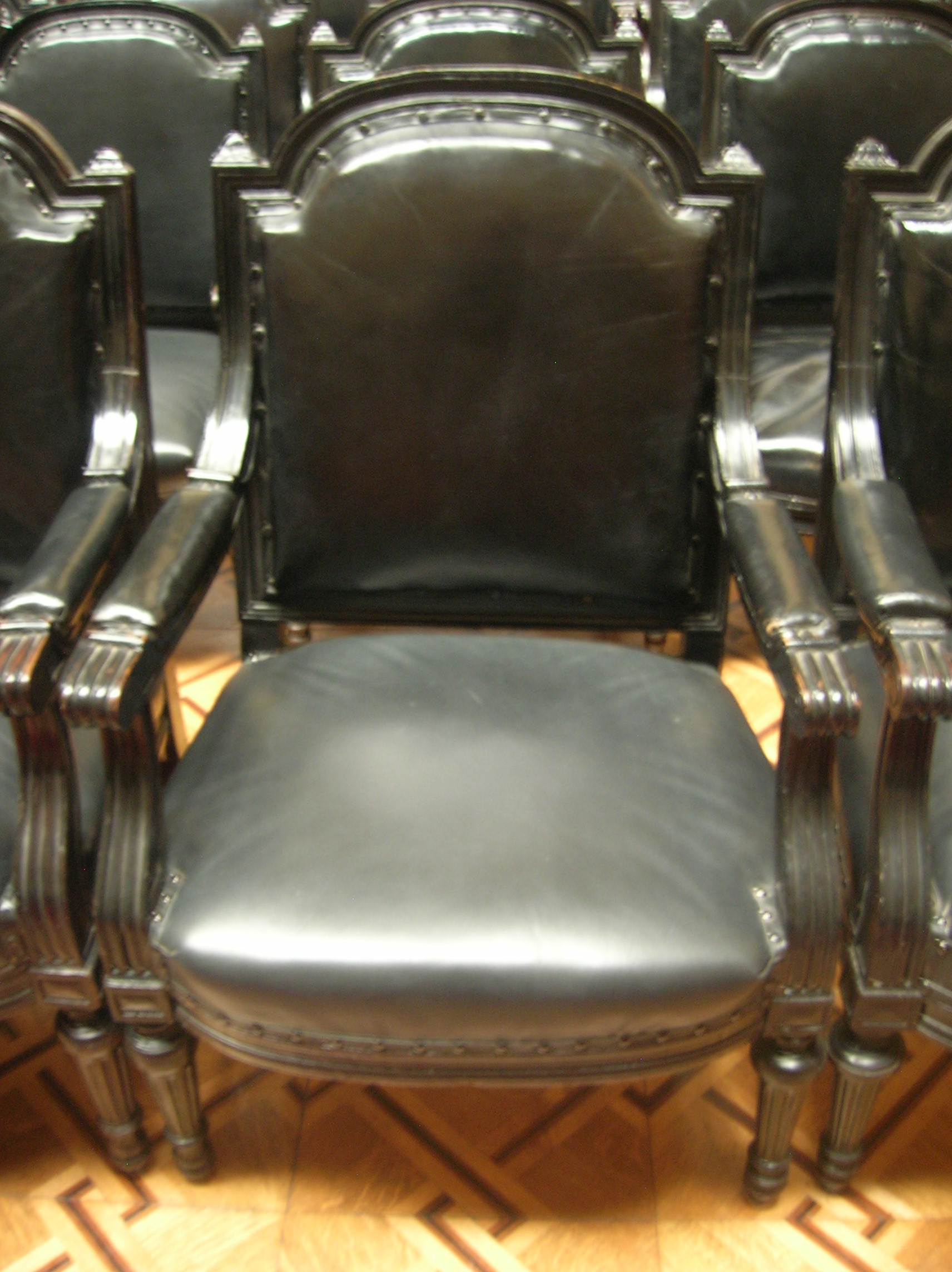
Sillón en el Salón de Honor.